# 王建軍 (政治家)
王 建軍（おう けんぐん、1958年6月 - ）は、中華人民共和国の官僚・政治家。湖北省鄖県出身。中国共産党第18期、第19期中央委員会委員。

## 経歴
1958年6月、湖北省鄖県で生まれる。文化大革命後の1978年1月より青海省湟中県の人民公社で知識青年として労働に従事。1979年7月、青海師範専科学校中文系（現在の青海師範大学）に入学した。1981年9月から西寧市の第十中学で教鞭をとる。
1982年10月に中国共産党西寧市委員会弁公室へ入室した。1984年3月に中国共産党入党。1985年3月、中国共産党青海省委員会組織部に移り、1995年5月副部長を務めた後、2004年12月青海省党委員会の秘書長を務めた。2007年1月10日、青海省党委員会常務委員兼西寧市党委員会書記に昇格。2010年9月、青海省委員会副書記兼省委党校校長を兼務。さらに11月には西寧（国家級）経済技術開発区党工委書記を兼任する。2011年12月6日、青海省委員会副書記兼政法委書記、省委党校校長に就任。2014年、西寧市党委員会に兼任じた。前任の毛小兵が5月14日に失脚した後、空席となっていた。2016年12月19日、青海省人民政府副省長、省長代行に任命。2017年1月20日、青海省人民政府省長に就任。2017年10月14日、第18回党大会で党中央委員に選出される。2018年3月21日、青海省委員会書記に昇格。2018年8月7日に青海省人民政府省長を解任された。9月21日には青海省人民代表大会常務委員会主任を兼務する。